# Stazione di Dresda-Neustadt
La stazione di Dresda-Neustadt (in tedesco Dresden-Neustadt) è la seconda stazione ferroviaria della città tedesca di Dresda dopo la stazione di Dresden Hauptbahnhof.
Raggruppa il traffico ferroviario sul lato nord del fiume Elba ed è situata sulle linee che collegano Dresda con Lipsia e Görlitz. Viene utilizzata anche dai servizi della S-Bahn di Dresda, linee S1 e S2.

## Storia
La stazione è stata inaugurata il 1 marzo 1901 ed è opera degli architetti Otto Peters e Osmar Dürichen.